# Реасортимент

Як реасортимент може стати причиною появи нового високопатогенного штаму людського грипу

Реасортимент — змішування генетичного матеріалу виду, що приводить до появи абсолютно нових комбінацій у дочірніх особин. Кілька процесів сприяють реасортименту, серед них хромосомне сортування (англ. assortment of chromosomes) і кросинговер. Частково цей процес відбувається тоді, коли два схожих віруси вражають одну і ту ж клітину й обмінюються генетичним матеріалом. Зокрема, реасортимент трапляється у вірусу грипу, чий геном складається з 8 окремих сегментів РНК. Ці сегменти виступають як міні-хромосоми, і кожен раз, коли відбувається збирання частинки вірусу грипу, до складу частинки включається одна копія кожного сегмента.
Якщо один господар (людина, курка або інша тварина) заражається двома різними штамами вірусу грипу, можливо, що знову зібрані вірусні частинки будуть складатися з сегментів змішаного походження — одні походять від першого штаму, інші — від другого. Новий штам буде мати ознаки від двох батьківських ліній.
Реасортимент лежить в основі деяких найбільших антигенних зсувів в історії вірусу грипу. У 1957 і 1968 роках пандемію викликали штами, що з'явилися в результаті реасортименту між пташиним вірусом і людським. Вірус H1N1 викликав пандемію свинячого грипу 2009 року і являв собою незвичайну суміш генетичних послідовностей вірусів грипу людини, птахів і свиней.